# Retrat del cardenal Tavera
El Retrat del Cardenal Tavera és una obra d'El Greco, realitzada entre 1608 i 1614, conservat a l'Hospital de Tavera, de Toledo. Consta amb el número 157 en el catàleg raonat d'obres d'El Greco, realitzat per Harold Wethey.

## Temàtica de l'obra
El Greco només va realitzar tres retrats d'alts dignataris de l'Església, i aquest és un dels tres. El Cardenal Juan Pardo de Tavera fou el fundador de l'Hospital de San Juan Bautista de Toledo, també conegut com a Hospital de Afuera o simplement Hospital de Tavera.
Ja que el Cardenal Tavera havia mort l'any 1955, hom creu que El Greco va realitzar aquest magnífic retrat a partir de la seva màscara mortuòria, obra d'Alonso Berruguete l'any 1561, que encara es conserva. El Greco va ser contractat per l'Hospital abans de 1595, però la majoria dels seus encàrrecs són de 1608, quan era més estreta la seva col·laboració amb l'administrador d'aquesta institució, Pedro de Salazar y Mendoza.

## Anàlisi de l'obra
Oli sobre llenç; Actualment mesura 103 x 82 cm; Originàriament signat a la part inferior dreta, amb lletres cursives gregues: doménikos theotokópoulos e`poíei.
El fet d'estar pintat a partir d'una màscara mortuòria podria explicar la duresa i fredor de l'esguard del personatge, el qual apareix de més de mig-cos, mirant vers la seva dreta i vestit amb musseta vermella sobre un elaborat roquet d'encaix. Davant seu, veiem una taula amb un tapet de color verd intens. Sobre la taula hi ha el seu bonet cardenalici i un breviari sobre el qual recolza la seva mà esquerra.
La vestimenta del cardenal és carmesí brillant, destacant del fons marró fosc i del tapet verd viu que cobreix la taula.

## Procedència
- Pedro de Salazar y Mendoza, Toledo ; Un "Retrat de Tavera" figura en els béns de Pedro Salazar, (administrador de l'Hospital Tavera) redactat a la seva mort, l'any 1629. Als inventaris d'aquest hospitat dels anys 1628 i 1630 també hi consta aquesta peça.[5]

## Estat de conservació
El llenç fou salvatgement apunyalat l'any 1936, i la signatura que hi havia a la part inferior va ser destruïda. Després de la guerra, el quadre fou recomposat amb molta habilitat, i al mateix temps va ser restaurat.